# Alexander Leonidowitsch Mamut

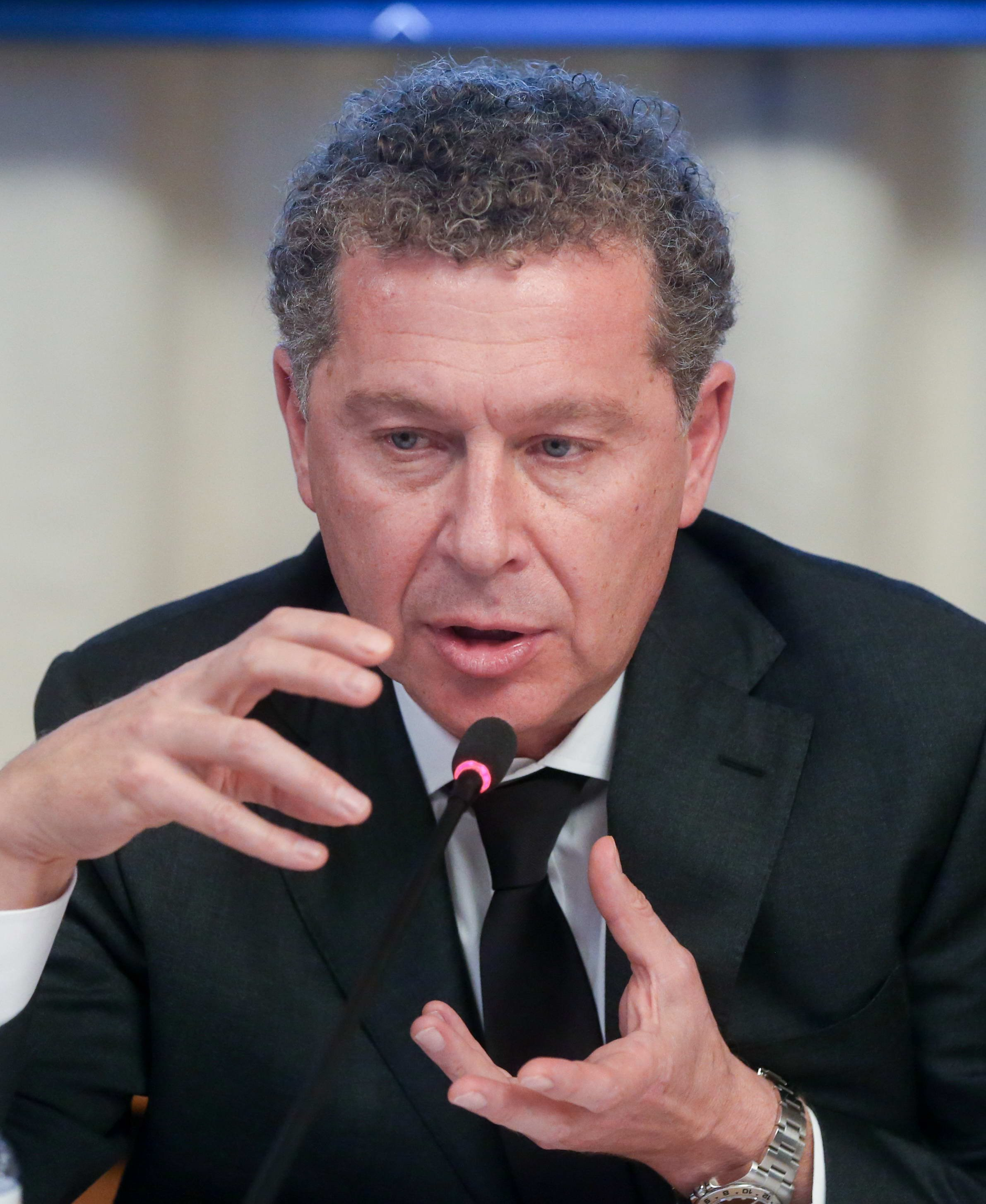
Alexander Mamut (2018)

Alexander Leonidowitsch Mamut (russisch Александр Леонидович Мамут; * 29. Januar 1960 in Moskau), Sohn des Staatsrechtlers Leonid Solomonowitsch Mamut, ist ein russischer Rechtsanwalt, Bankier und Investor. Alexander Mamut wird auch als Bankier des Kreml bezeichnet, weil er an der Finanzierung der Wahlkämpfe Boris Jelzins und Wladimir Putins beteiligt gewesen sein soll. Das US-Magazin Forbes führte Mamut in der Ausgabe 2017 seiner Liste The World's Billionaires mit 2,5 Milliarden US-Dollar Vermögen auf Rang 814.

## Geschäftstätigkeit
In den 1990er Jahren war Alexander Mamut Berater der russischen Regierung unter Boris Jelzin und ein Freund von Jelzins Tochter Tatjana Djatschenko.
Im Jahr 1994 gründete er die kleine KOPF-Bank, die eine entscheidende Rolle spielte bei der umstrittenen Privatisierung des Erdölkonzerns Sibneft, als andere Mitbieter an Geboten gehindert wurden. Auch bei der Übernahme der Promstroibank durch Boris Beresowski war Mamut behilflich. Im Zusammenhang mit der Geldwäschereiaffäre um die Bank of New York geriet Mamuts Sobinbank ins Visier der Verwaltung für den Kampf gegen Wirtschaftsverbrechen und des russischen Inlandgeheimdienstes FSB, weil sie mit der umstrittenen Flamingo-Bank Geschäfte gemacht haben soll, ohne dass es jedoch zu einer Anklageerhebung kam.
Alexander Mamut ist aktiv in der Medienbranche. Im Dezember 2007 kaufte er mit seinem Unternehmen SUP den Weblog-Anbieter LiveJournal, dessen russischen Dienst SUP er als Lizenznehmer bereits seit 2006 betrieben hatte. Einer seiner engsten Mitarbeiter ist der populäre Blogger Rustem Adagamow.
Zudem hält er 60 Prozent der im Juni 2008 gegründeten Verlagsgruppe Azbooka-Atticus mit einem Gesamtumsatz von 50 bis 60 Millionen US-Dollar. Dazu gehören die Verlage Azbooka, Inostranka, KoLibri und Machaon.
Im Mai 2011 kaufte Mamut von der britischen HMV-Group die in Großbritannien und Irland tätige Buchhandlungskette Waterstone's für 53 Mio. Pfund Sterling.